# Ilifredas
Ilifredas (em grego: Ειλιφρέδας; romaniz.: Eiliphrédas) foi um oficial bizantino do século VI, ativo durante o reinado do imperador Maurício (r. 582–602). Segundo Teofilacto Simocata, teria exercido a função de duque da Fenícia Libanense. Aparece pela primeira vez em 586, quando comandou, ao lado de Apsique, a ala esquerda do exército bizantino na Batalha de Solacão. Reaparece na primavera de 588, quando esteve estacionado em Monocarto, na Mesopotâmia, com o mestre dos soldados do Oriente Prisco. Em 18 de abril, dia da Páscoa, o exército local amotinou e Ilifredas ficou encarregado de exibir uma imagem de Cristo com intuito de apaziguar os amotinados; este plano mostrar-se-ia falho, pois os soldados atirariam pedras contra a imagem.